# Futbol a Ghana
El futbol és l'esport més popular a Ghana i és dirigit per l'Associació de Futbol de Ghana.

## Història

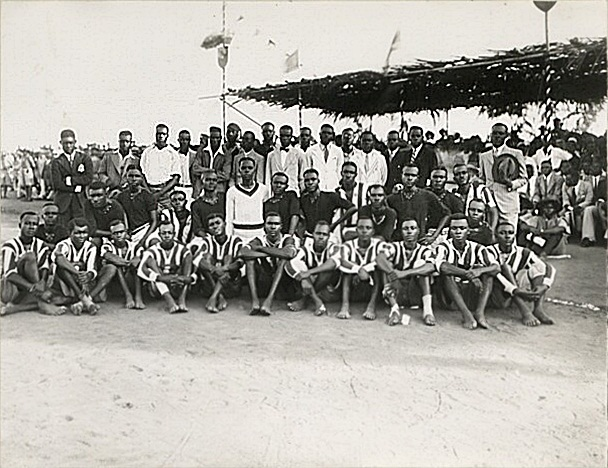
Equips de l'Accra i Sekondi, finalistes de la Copa Coronació de la Costa d'Or de 1937.

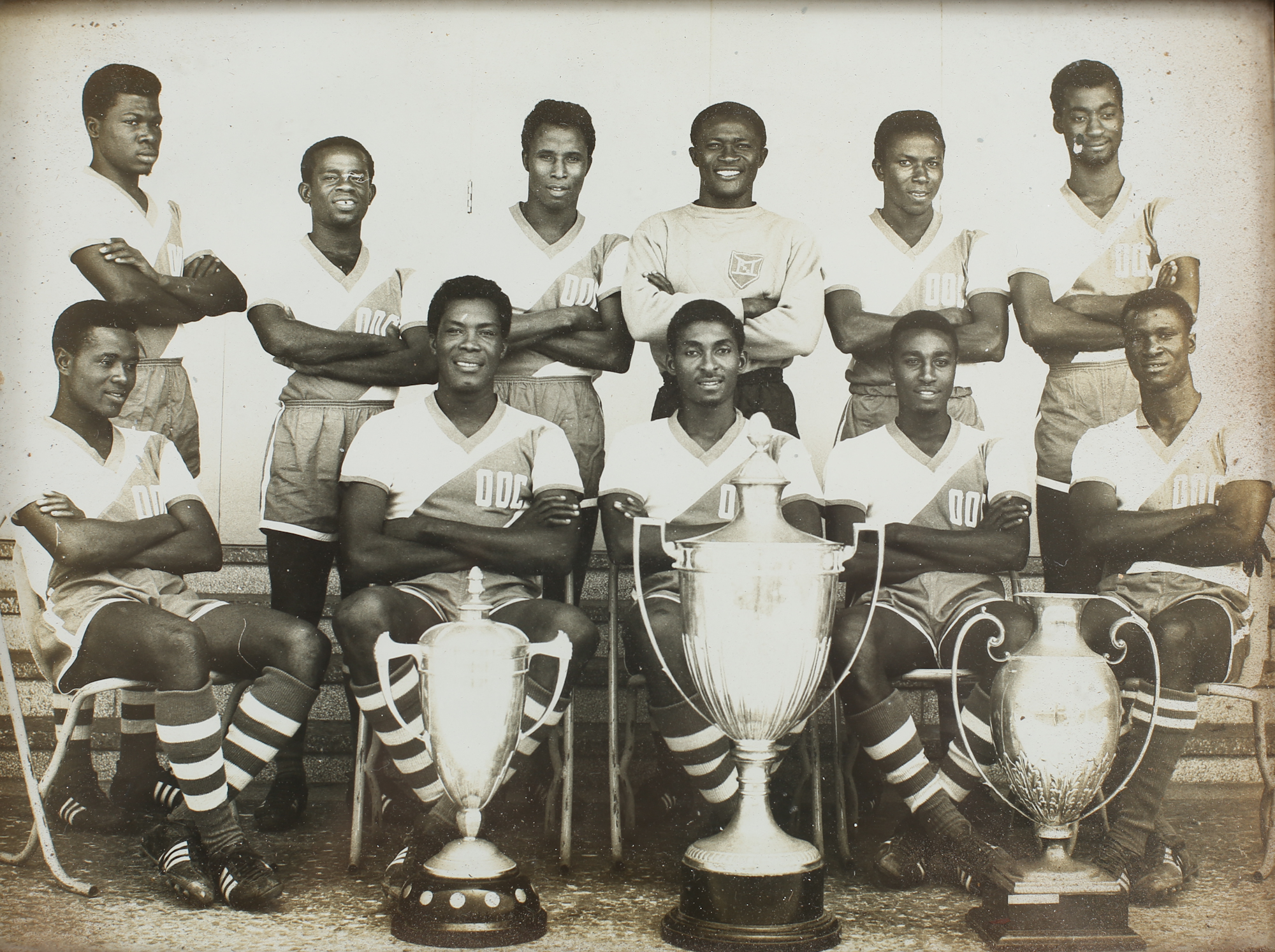
Selecció de Ghana als anys 1960s.

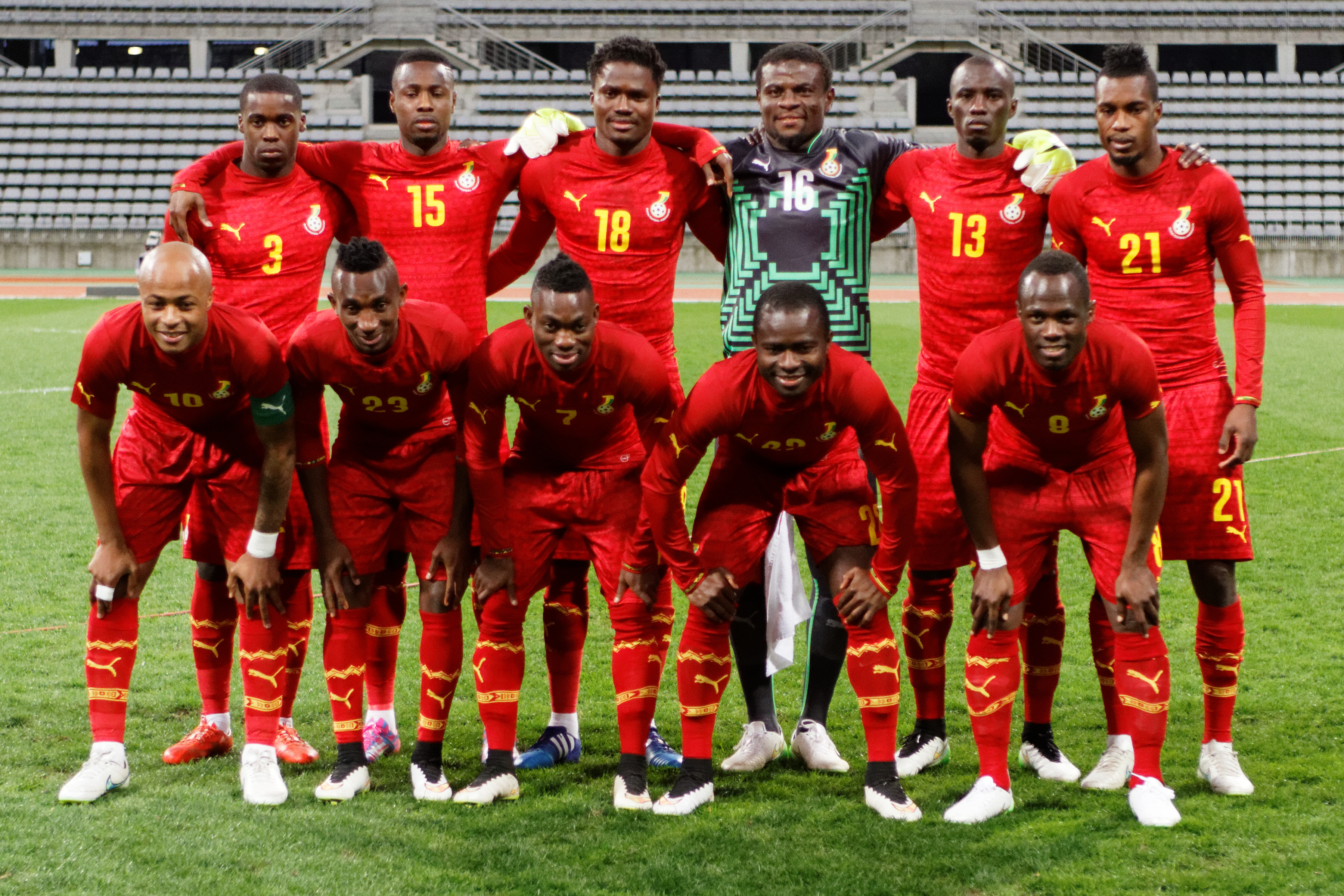
Selecció de Ghana el 2015.

El futbol fou introduït a la regió de la Costa d'Or a finals de segle xix per mercaders europeus. El primer club creat a la regió fou l'Excelsior, fundat el 1903 per Mr. Briton, a Cape Coast.
La selecció de Ghana és una de les més importants del continent, guanyant la copa d'Àfrica en quatre ocasions, fins a 2019. A més participà en les Copes del Món de 2006, 2010 i 2014.

## Competicions
- Lligues:
  - Ghana Premier League
  - Division 1 League
  - Division 2 League
  - Division 3 League
  - GAFCOA (lligues amateurs)
- Copes:
  - Copa ghanesa de futbol
  - Supercopa ghanesa de futbol

## Principals clubs
Clubs amb més títols nacionals a 2019.
- Kumasi Asante Kotoko SC
- Accra Hearts of Oak SC
- Ashanti Gold SC
- Accra Great Olympics FC
- Aduana Stars FC
- Sekondi Eleven Wise FC
- Real Republicans FC
- Cape Coast Ebusua Dwarfs FC
- Sekondi Hasaacas FC
- Berekum Chelsea FC
- Wa All Stars FC
- Medeama SC
- Kumasi Cornerstone FC
- Bechem United FC

## Jugadors destacats
Fonts:
Des de 1950
- Charles Kumi Gyamfi
- Dogo Moro
- Baba Yara

Des de 1960
- Edward Acquah
- Oliver Acquah
- Sam Acquah
- Edward Aggrey-Fynn
- Cecil Jones Attuquayefio
- John Eshun
- Malik Jabir
- Osei Kofi
- Robert Mensah
- Wilberforce Mfum
- Charles Addo Odametey

Des de 1970
- Adolf Armah
- Edward Boye
- James Kuuku Dadzie
- Kwasi Owusu
- Ibrahim Sunday
- John Nketia Yawson

Des de 1980
- George Alhassan
- Joe Carr
- Opoku Nti
- Hesse Odamtten
- Mohammed Polo
- Karim Abdul Razak

Des de 1990
- Anthony Baffoe
- Nii Lamptey
- Abédi Pelé
- Anthony Yeboah

Des de 2000
- Stephen Appiah
- Michael Essien
- Richard Kingson
- Samuel Kuffour
- John Mensah
- Sulley Muntari
- John Paintsil

Des de 2010
- Kwadwo Asamoah
- André Ayew
- Asamoah Gyan

## Principals estadis

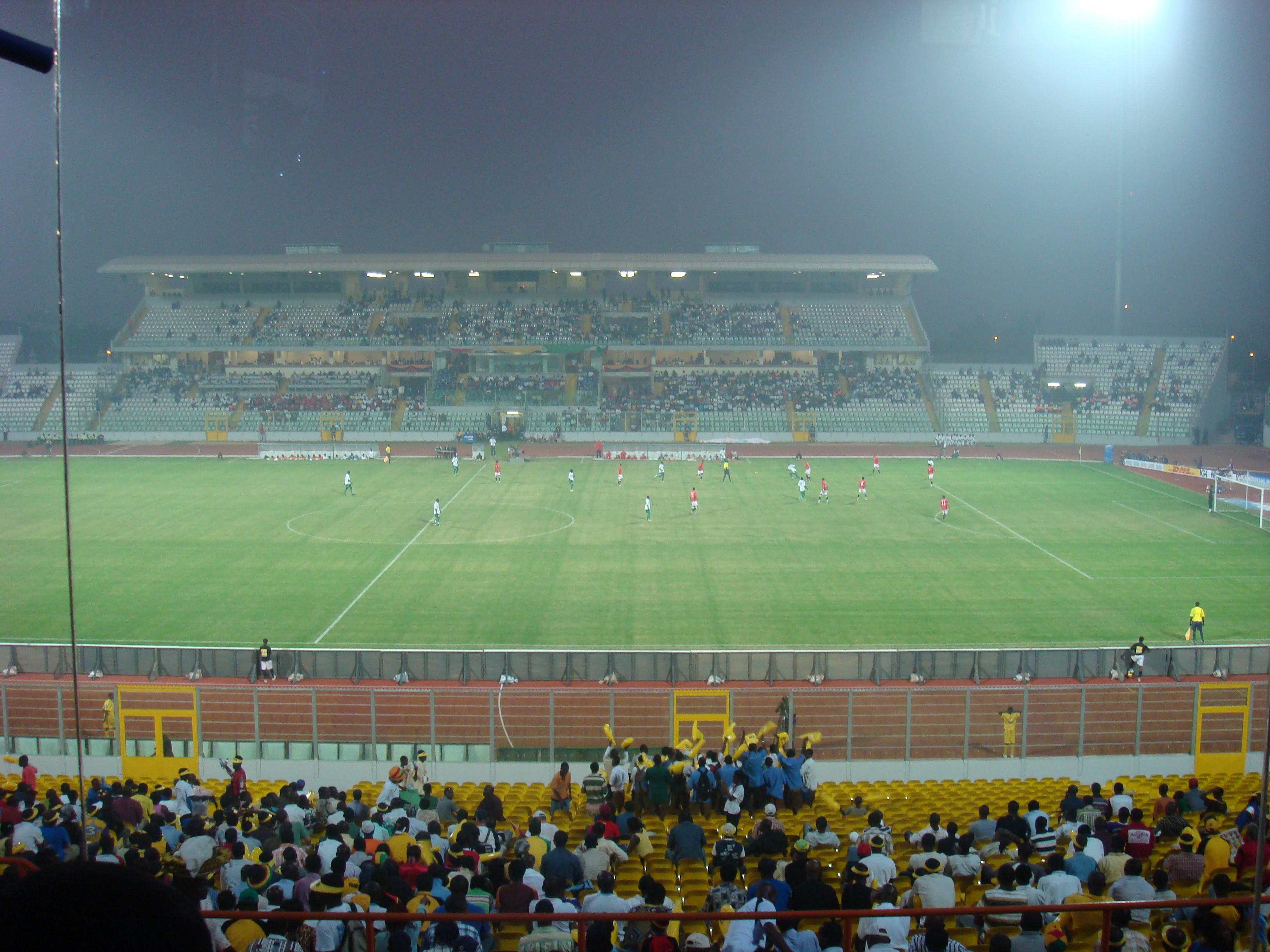
Baba Yara Stadium, Kumasi.

| # | Estadi                   | Capacitat | Ciutat           |
| - | ------------------------ | --------- | ---------------- |
| 1 | Baba Yara Stadium        | 40.528    | Kumasi           |
| 2 | Accra Sports Stadium     | 40.000    | Accra            |
| 3 | Len Clay Stadium         | 30.000    | Obuasi           |
| 4 | Tamale Stadium           | 21.017    | Tamale           |
| 5 | Sekondi-Takoradi Stadium | 20.000    | Sekondi-Takoradi |